# Coppa Italia di pallacanestro maschile 2006
La Coppa Italia di pallacanestro maschile 2006 si è disputata al PalaGalassi di Forlì. I quarti di finale si sono svolti il 16 ed il 17 febbraio 2006; le semifinali si sono disputate il 18 febbraio e la finale il 19 febbraio.

## Squadre
Le squadre qualificate sono le prime otto classificate al termine del girone di andata della Serie A 2005-2006. Le prime 4 squadre in classifica sono state considerate teste di serie senza possibilità di scontrarsi al primo turno, mentre le altre (5º-8º posto) sono state abbinate alle teste di serie per sorteggio.
1. Montepaschi Siena
2. Carpisa Napoli
3. Benetton Treviso
4. Climamio Bologna
5. Lottomatica Roma
6. Snaidero Udine
7. Armani Jeans Milano
8. Whirlpool Varese

## Tabellone
|  | Quarti di finale 16-17 febbraio | Quarti di finale 16-17 febbraio | Quarti di finale 16-17 febbraio |                |                  | Semifinali 18 febbraio | Semifinali 18 febbraio | Semifinali 18 febbraio |  |  | Finale 19 febbraio | Finale 19 febbraio | Finale 19 febbraio |
|  |                                 |                                 |                                 |                |                  |                        |                        |                        |  |  |                    |                    |                    |
|  | 1                               | Montepaschi Siena               | 90                              |                |                  |                        |                        |                        |  |  |                    |                    |                    |
|  | 8                               | Whrilpool Varese                | 68                              |                |                  |                        |                        |                        |  |  |                    |                    |                    |
|  | 8                               | Whrilpool Varese                | 68                              |                | 1                | Montepaschi Siena      | 70                     |                        |  |  |                    |                    |                    |
|  |                                 |                                 |                                 |                | 1                | Montepaschi Siena      | 70                     |                        |  |  |                    |                    |                    |
|  |                                 | 5                               | Lottomatica Roma                | 83             |                  |                        |                        |                        |  |  |                    |                    |                    |
|  | 5                               | 5                               | Lottomatica Roma                | 83             | Lottomatica Roma | 83                     |                        |                        |  |  |                    |                    |                    |
|  | 5                               |                                 |                                 |                | Lottomatica Roma | 83                     |                        |                        |  |  |                    |                    |                    |
|  | 4                               | Climamio Bologna                | 79                              |                |                  |                        |                        |                        |  |  |                    |                    |                    |
|  |                                 |                                 |                                 |                |                  |                        |                        |                        |  |  | 5                  | Lottomatica Roma   | 83                 |
|  |                                 |                                 | 2                               | Carpisa Napoli | 85               |                        |                        |                        |  |  |                    |                    |                    |
|  | 3                               | Benetton Treviso                | 99                              |                |                  |                        |                        |                        |  |  |                    |                    |                    |
|  | 6                               | Snaidero Udine                  | 89                              |                |                  |                        |                        |                        |  |  |                    |                    |                    |
|  | 6                               | Snaidero Udine                  | 89                              |                | 3                | Benetton Treviso       | 74                     |                        |  |  |                    |                    |                    |
|  |                                 |                                 |                                 |                | 3                | Benetton Treviso       | 74                     |                        |  |  |                    |                    |                    |
|  |                                 | 2                               | Carpisa Napoli                  | 84             |                  |                        |                        |                        |  |  |                    |                    |                    |
|  | 2                               | 2                               | Carpisa Napoli                  | 84             | Carpisa Napoli   | 83                     |                        |                        |  |  |                    |                    |                    |
|  | 2                               |                                 |                                 |                | Carpisa Napoli   | 83                     |                        |                        |  |  |                    |                    |                    |
|  | 7                               | Armani Jeans Milano             | 79                              |                |                  |                        |                        |                        |  |  |                    |                    |                    |

## Verdetti
- Vincitrice Coppa Italia di A: Carpisa Napoli

Formazione: Ansu Sesay, Michel Morandais, Jay Larrañaga, Domenico Morena, Mariano Fevola, Valerio Spinelli, Alessandro Cittadini, Jón Stefánsson, Richard Mason Rocca, Lynn Greer, Danilo Fevola. Allenatore: Piero Bucchi.
- MVP: David Hawkins, Lottomatica Roma